# Dyrzela
Dyrzela là một chi bướm đêm thuộc họ Noctuidae.

## Loài
- Dyrzela bosca Swinhoe, 1890
- Dyrzela boscoides Holloway, 1989
- Dyrzela castanea Warren, 1913
- Dyrzela incrassata Walker, 1858
- Dyrzela increnulata Warren, 1913
- Dyrzela plagiata Walker, 1858
- Dyrzela roseata Holloway, 1989
- Dyrzela squamata Warren, 1913
- Dyrzela trichoptera Robinson, 1975
- Dyrzela tumidimacula Warren, 1913
- Dyrzela violacea Holloway, 1989